# Плектруда
Плектру́да (? — 717) — мачеха Карла Мартелла, жена Пипина Геристальского — франкского майордома, фактического короля франков, дочь графа дворца Гугоберта и, вероятно, Ирмины.

## Биография
После смерти Пипина Геристальского в 714 году Плектруда решила захватить власть в свои руки. На тот момент у неё были сын и пасынок: пятнадцатилетний Дагоберт, ставший королем Дагобертом III из династии Меровингов, и Карл Мартелл, которого она стремилась отстранить от престола. Кроме того, на попечении у Плектруды был внук Теодоальд, шестилетний майордом, сын её сына Гримоальда, который к тому времени уже погиб. Чтобы не допустить Карла к власти, Плектруда посадила его в тюрьму в 714 году. Однако франков возмутила эта ситуация и завязалась междоусобица, в результате чего уже в августе того же года Карл Мартелл бежал из тюрьмы.
Позже войска Плектруды были побеждены им и принуждены сдать ему Кёльн. Умерла она в 717 году.

## Брак и дети
Муж: Пипин II Геристальский (ок. 635 — 16 декабря 714), майордом франков
- Дрого (ум. 708) — герцог Шампани
- Гримоальд (ум. 714) — майордом Бургундии и Нейстрии (700—714)